# مسئله بروکارد
مسئله بروکارد نام یکی از مسئله‌های حل نشده در ریاضیات است که توسط هنری بروکارد در سال ۱۸۷۶ مطرح شد. همچنین در سال ۱۹۱۳ این مسئله به طور مستقل توسط سرینیواسا رامانوجان مطرح شد.

## بیان مسئله
آیا معادله سیاله زیر به جز زوج مرتب‌های (۴٬۵) (۵٬۱۱) (۷٬۷۱) جواب دیگری هم دارد یا به عبارتی n می‌تواند اعداد دیگری به جز ۴ و ۵ و ۷ را پذیرد تا معادله سیاله زیر برقرار باشد؟
{\displaystyle n!+1=m^{2},}
؟=تا به امروز کسی موفق به پیدا کردن جواب دیگری برای معادله سیاله بالا نشده است.

## قضایا
۱-پل اردیش اثبات کرد که تعداد جواب‌های معادله‌های سیاله به شکل {\displaystyle n!+A=k^{2}} متناهی است.